# 죄와 벌 (1983년 영화)
《죄와 벌》(핀란드어: Rikos ja rangaistus)은 1983년 개봉한 범죄 드라마 영화다. 표도르 도스토옙스키의 동명의 소설을 바탕으로 제작되었다. 아키 카우리스메키가 감독을 맡았으며, 마쿠 토익카, 마티 펠론파 등이 출연하였다.

## 출연

### 주연
- 마티 펠론파
- 마쿠 토익카

## 기타
- 원작자: 표도르 도스토예프스키